# Mozolijiwka
Mozolijiwka (ukr. Мозоліївка) – wieś na Ukrainie, w obwodzie połtawskim, w rejonie krzemieńczuckim, w hromadzie Hradyźk. W 2001 liczyła 887 mieszkańców, spośród których 827 wskazało jako ojczysty język ukraiński, 57 rosyjski, 1 mołdawski, 1 białoruski, a 1 grecki.